# NGC 4603
NGC 4603 è una galassia a spirale (SA(s)c) situata nella costellazione del Centauro e distante circa 107 milioni di anni luce dalla Terra.
Fa parte dell'Ammasso del Centauro (o Abell 3526).
Nel 1999 è stata studiata dal Telescopio spaziale Hubble nell'ambito di un'indagine per localizzare le stelle variabili Cefeidi, scoprendone più di 40, che hanno permesso di stimare una distanza di circa 108,7 ± 5 milioni di anni luce, in accordo con quanto misurato con il metodo del redshift.
Il 21 maggio 2008 è stata individuata la supernova SN 2008cn, una supernova di tipo II-P; la stella progenitrice probabilmente era una stella supergigante rossa con una massa di 15 ± 2 masse solari, facente parte verosimilmente di un sistema binario.
In prossimità di NGC 4603 sono presenti altre 4 galassie: NGC 4603A (o PGC 42369), NGC 4603B (o PGC 42460), NGC 4603C (o PGC 42640) e NGC 4603D (o PGC 42486). Queste quattro galassie non sono oggetti del catalogo NGC ma talvolta sono così denominate proprio per la vicinanza a NGC 4603.

## Galleria d'immagini

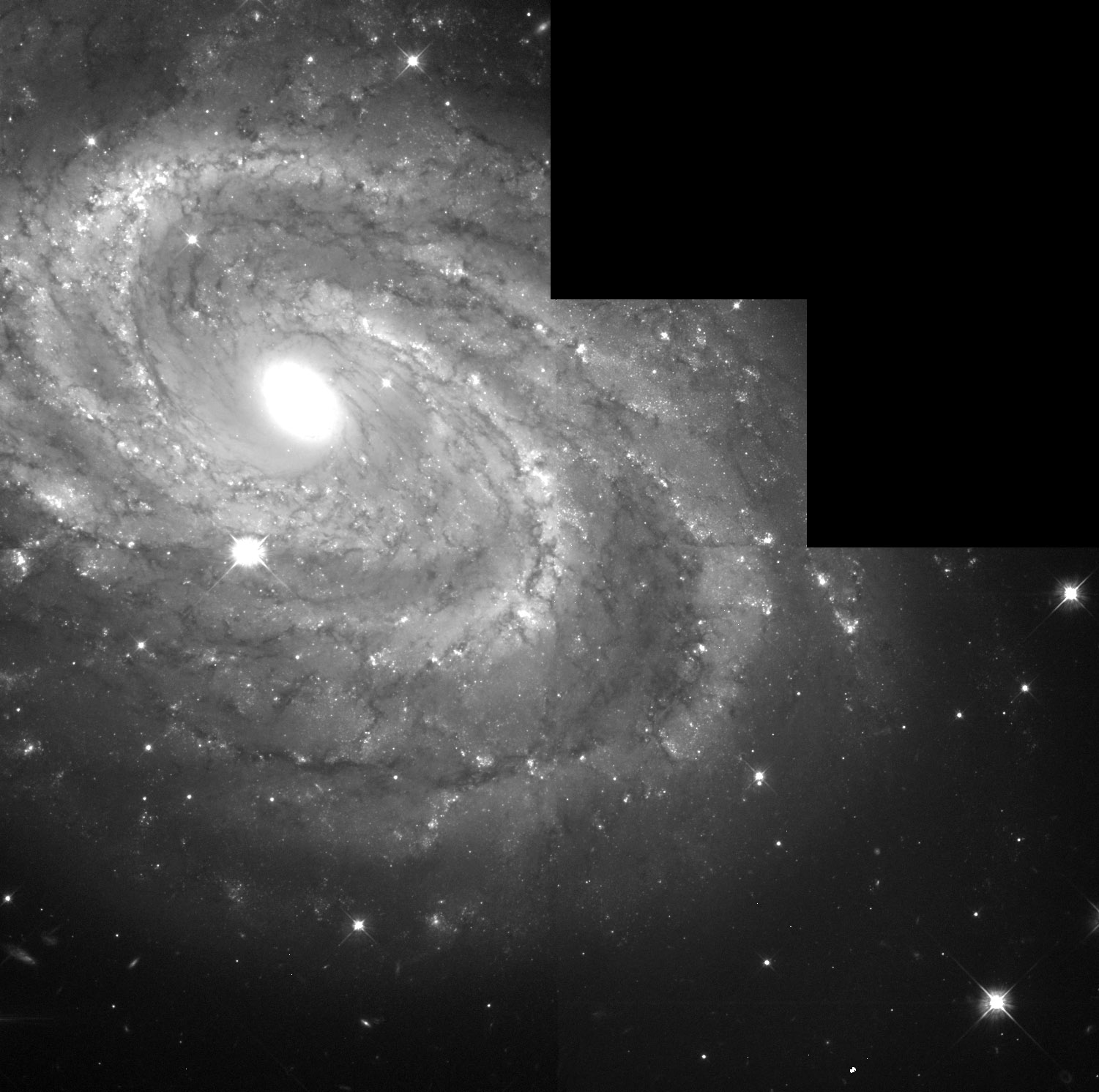
NGC 4603 (Telescopio spaziale Hubble - 1999)
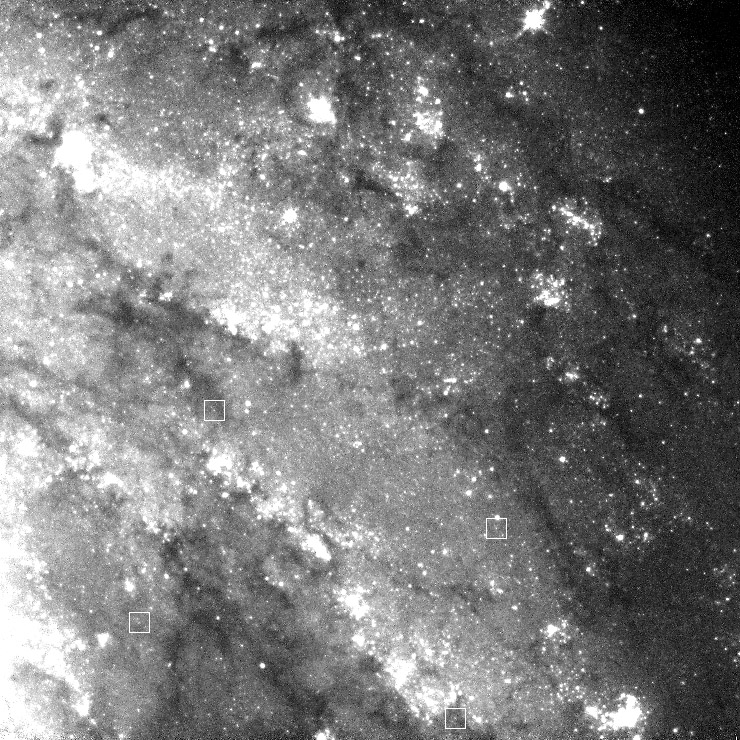
NGC 4603. Le stelle variabili Cefeidi (Telescopio spaziale Hubble)